# Geoffrey A. Landis

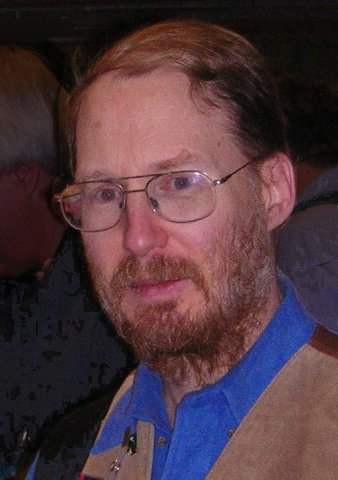
Geoffrey Alan Landis

Geoffrey Alan Landis (n. 28 mai 1955, Detroit, Michigan, SUA) este un om de știință american care lucrează la NASA în domenii ca explorări planetare, propulsie interstelară, energie solară și fotovoltaică. El a brevetat opt modele noi de celule solare și dispozitive fotovoltaice și-a făcut prezentări și comentarii cu privire la posibilitățile de călătorie interstelară și construirea de baze pe Lună și Marte.
Pe baza cunoștințelor sale științifice, Landis scrie și în domeniul științifico-fantastic tare științifico-fantastic.
Pentru aceste scrieri a câștigat un premiu Nebula, doua premii Hugo și un premiu Locus, precum și două premii Rhysling pentru poezie. El a scris diferite articole științifice pentru diverse publicații academice.